# 安大略417號省道
安大略417號省道（英語：Ontario Highway 417），正式名稱為國王417號公路（King's Highway 417），是加拿大安大略省一條東西向400系列高速公路，東端在安大略省和魁北克省的邊界駁上魁北克40號高速公路通往蒙特婁，西端則在晏派亞（Arnprior）駁上17號省道，中途在渥太華與416號公路交匯，全線隸屬橫加公路系統。此公路聯同魁北克40號高速公路構成渥太華和蒙特婁之間的主要陸路通道，並是加拿大國家首都地區内的主要交通大動脈。
此公路在渥太華市區内的路段又稱女皇道，但此名稱並不標示在任何官方告示牌上。

## 走線

417號公路在渥太華市區内的走線

### 魁北克省至渥太華段
417號公路東端位於安大略省和魁北克省之界，在此以東成為魁北克40號高速公路。417號公路從此處起往西沿前17號省道的走線伸延，9（5.6英里）後脫離該走線，而該走線則成為普雷斯科特和羅素聯合縣17號縣道。417號公路和17號縣道的交匯處設有交流道從前者西行線通往後者西行線，以及從後者東行線通往前者東行線。417號公路從此交匯處起改往西南伸延，在卡素文（Casselman）以東與138號省道交匯；駕駛人士可經該公路前往401號公路和康和。
417號公路其後跨越維亞鐵路的路軌，並從南部掠過卡素文，之後往西北偏西方向伸延並大致與該維亞鐵路走線平行。公路於88號出口進入渥太華市範圍，但該處仍呈現鄉郊風貌，待110號出口一帶才出現渥太華的外圍住宅區。公路在此處改往北伸延，並抵達一座大型交匯處。417號公路在此處與渥太華174號市道和航空園林路（Aviation Parkway）交接，而417號公路本身則在此處往西拐，並從174號市道接過“女皇道”的別稱。

### 女皇道
417號公路與174號市道和航空園林路交匯後成為女皇道，並擴濶至八線行車，來回方向各四線。公路往西沿前加拿大國家鐵路公司的鐵路走線伸延，並將渥太華市區分成兩部分，北面為市中心和國會大樓等政府建築，南面則主要為住宅區；到了列治文道（Richmond Road）交匯處一帶公路兩旁則皆以民居為主。

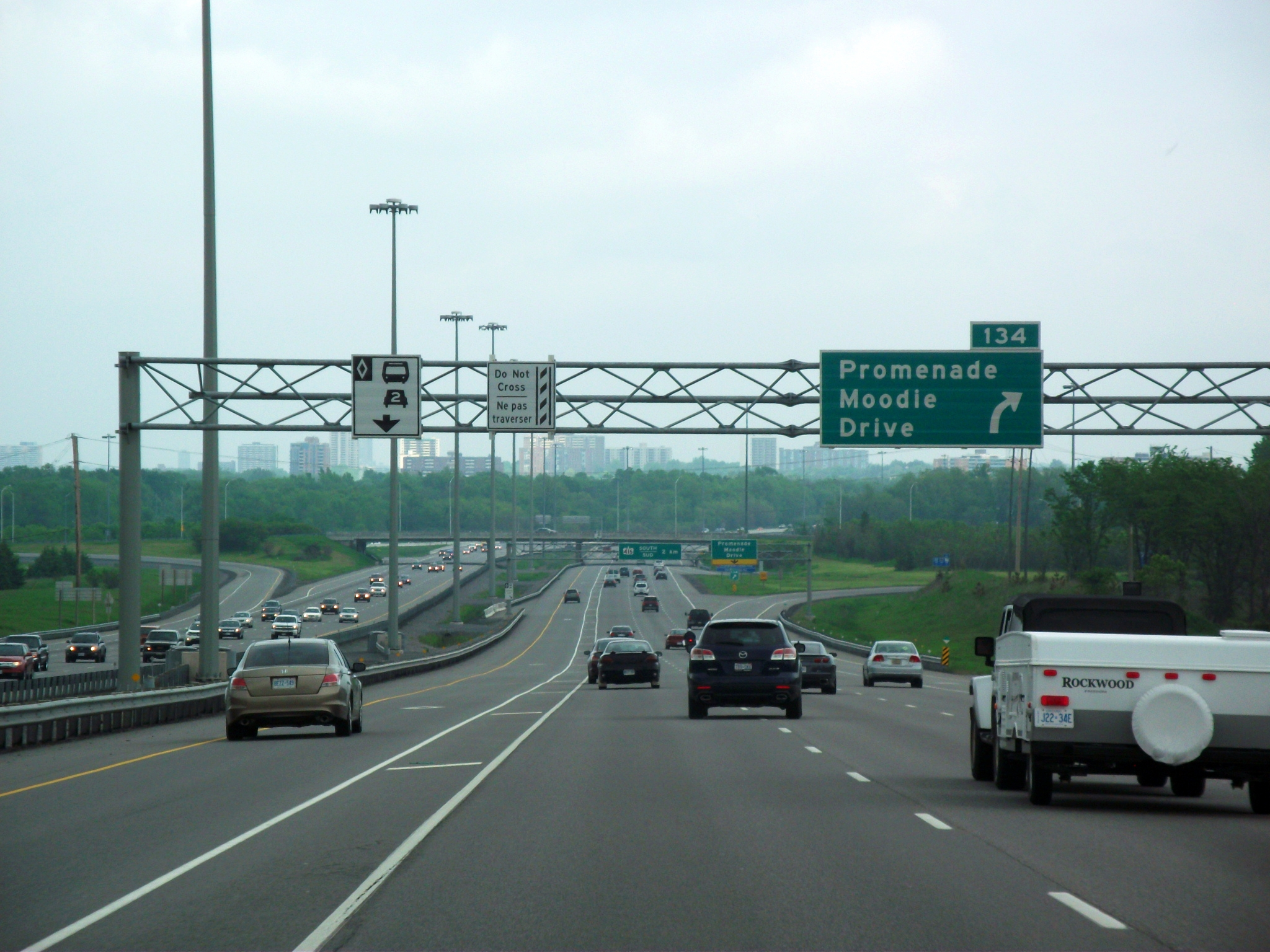
416號公路交匯處附近的417號公路東行線，可見高乘載車道

### 416號公路以西
417號公路與416號公路交匯後進入坎納塔區，並往西南伸延。介乎馬治道（March Road）和穆迪徑（Moodie Drive）之間路段的路肩供渥太華卡爾頓交通局旗下的渥太華巴士快速交通系統行駛。（渥太華市東面布萊爾道和奧爾良廣場徑之間的女皇道174號市道路段亦採同樣安排。）
公路於145號出口與7號公路交匯；該公路向西南通往彼得堡和大多倫多地區，為駕駛人士提供401號公路外的另一選擇。417號公路從此處起改往西北伸延，在晏派亞跨越馬達華斯加河（Madawaska River）。四線分隔行車的417號高速公路在金寶徑（Campbell Drive）完結，並改為兩線非分隔行車的17號公路。

## 歷史

### 女皇道
早於1936年，時任加拿大總理威廉·萊昂·麥肯齊·金便已與法國城市設計師雅克·格雷貝（Jacques Gréber）就渥太華的城市發展計劃通信，但隨著第二次世界大戰展開，計劃亦告擱置。戰後格雷貝在麥肯齊·金的指導下，於1940年代末制定了渥太華發展方案。該方案於1950年公佈，並於1951年5月22日呈交加拿大國會下議院。格雷貝倡議全面重組渥太華地區的道路和鐵路網，當中包括沿加拿大國家鐵路公司其中一條鐵路的走線興建一條東西向高速公路貫穿渥太華市區。當局遂移除走線上的鐵路軌，並準備於1957年女皇伊利沙伯二世訪問渥太華時動工興建公路。伊利沙伯二世於當年10月15日從麗都河上的荷德曼橋（Hurdman Bridge）引爆炸藥，標誌工程正式展開，項目亦正式取名為“女皇道”。時任安大略省省長里斯利·弗羅斯特（Leslie Frost）在動工儀式上表示項目將耗資3100萬加元興建，又強調該公路在橫加公路系統中擔當的重要角色。
女皇道分四期興建：第一期路段西起高景路（Alta Vista Drive），東至滿地可道（Montreal Road）；第二期路段西起列治文道（即當時的7號和15號公路），東至卡靈大道（Carling Avenue）；第三期路段介乎卡靈大道和奧干拿街（O'Connor Street）；第四期路段則介乎奧干拿街和高景路，並包括橫越麗都運河和麗都河的橋樑。第一期路段於1960年11月25日通車，第二期路段則於1961年10月開通。第三期路段介乎卡靈大道和布朗臣大道（Bronson Avenue）的部分於1964年5月15日通車，而餘下介乎布朗臣大道和奧干拿街的路段則於同年9月17日開通。第四期路段則分三階段開放：跨越麗都運河的橋樑於1965年11月26日啓用，尼古拉斯街交匯處於1966年1月1日開放，而公路餘下路段則於同年10月28日通車。女皇道全線正式開通，並獲17號省道編號；而原有的17號省道則改編為17B省道。

### 東通魁北克

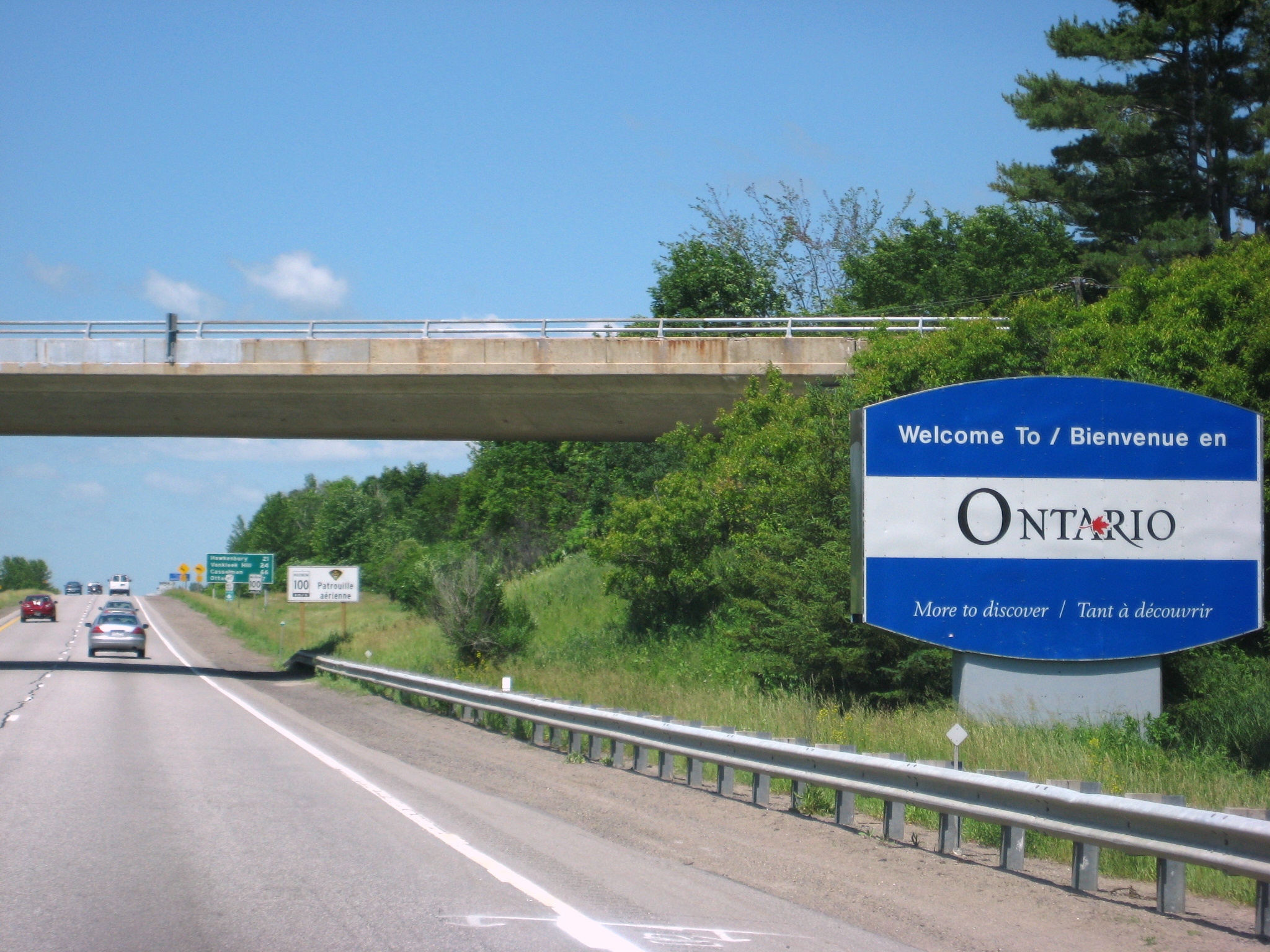
魁北克40號高速公路在安省邊界成為417號公路，兩者同隸屬橫加公路系統

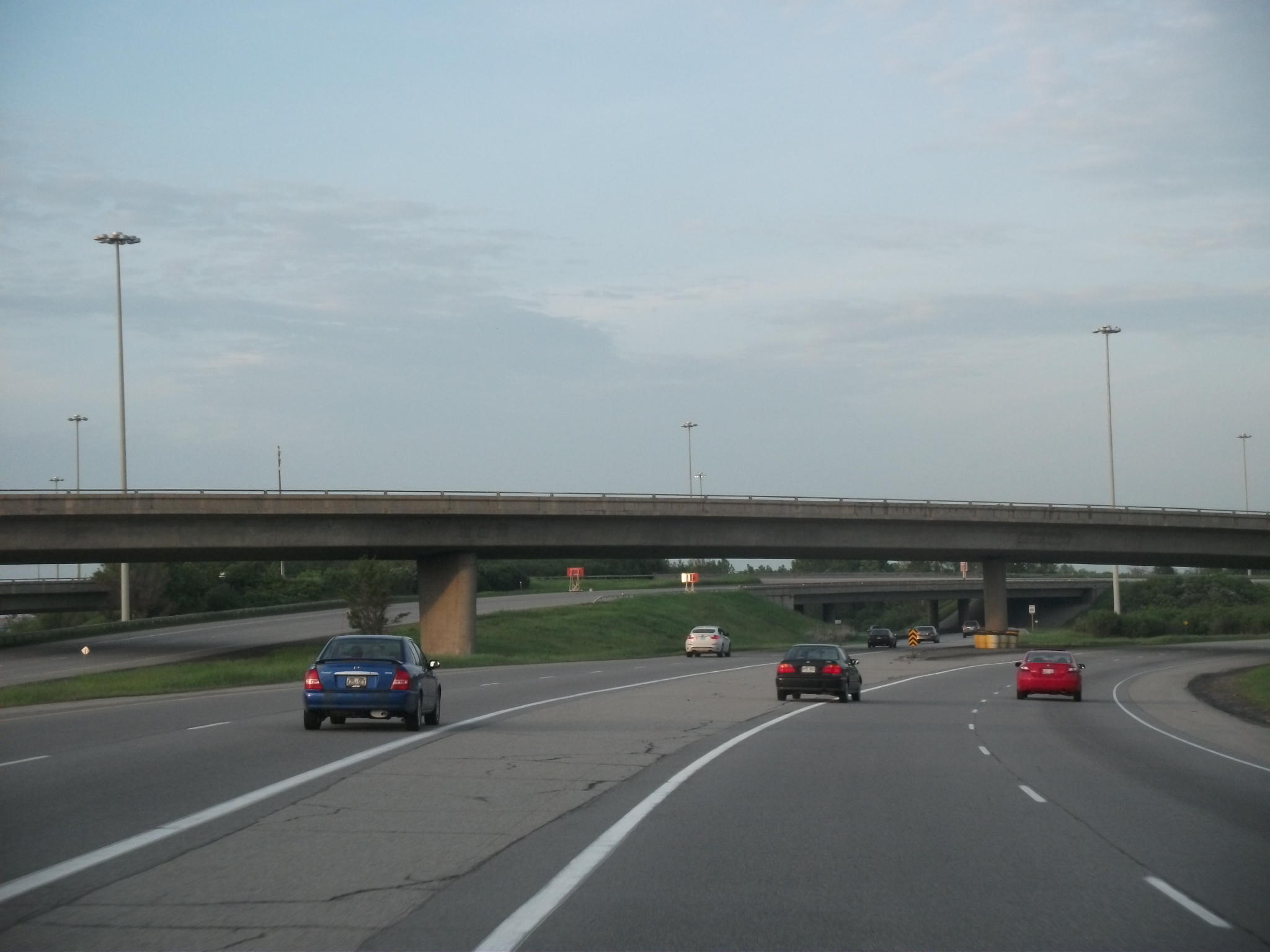
417號公路與174號市道的交匯處

另一方面，渥太華和蒙特婁之間原以渥太華河旁的安大略17號省道連接，但該公路的行車線狹窄，多次發生交通意外，更得了“奪命公路”（"the killer strip"）的惡名。省府因此無意將之升格為高速公路，並另覓走線興建417號高速公路連接渥太華女皇道和魁北克40號高速公路。蒙特婁於1970年5月12日成功申辦1976年夏季奧林匹克運動會後，當局預期奧運期間會有大批車流來回渥太華和蒙特婁之間，因此加快高速公路工程的進度。
當局於1968年11月15日開始為項目招標；工程於1969年5月從渥太華市區東南部展開，並逐步往東伸延。首期長16（9.9英里），介乎林士圍道（Ramsayville Road）至羅克代爾道（Rockdale Road）的路段於1972年9月21日開通，而17號省道東端長9（5.6英里）的路段亦於同月尾改建成雙程分隔高速公路。介乎瓦斯（Vars）和利摩日（Limoges），長14（8.7英里）的路段於1973年10月1日通車，而介乎利摩日道和高地道（Highland Road）的路段則於1974年7月15日正式開放。介乎高地道和17號省道的路段於1974年11月8日開通，而餘下介乎林士圍道和女皇道的路段則於1975年12月2日通車。工程總共耗資7700萬加元興建（1976年金額，2013年值2億9700萬元）。此段417號公路全線開通後，當局亦將航空園林路以西的女皇道改編為417號公路的一部分。

### 伸延及擴建
與此同時，省府亦計劃將女皇道往西伸延，並於1967年動工。通往穆迪徑的一小段延線於1969年10月31日率先開通，而通往馬治道的路段則於翌年通車。穿越坎納塔通往7號公路的路段於1978年初開放，7號公路交匯處以西的路段在往後逾十年間只達來回合共雙線非分隔行車資格。
公路於渥太華市内的路段原為來回合共四線行車，往返方向行車線之間以寬闊草坪分隔；當局從1982年起將該路段擴濶至來回合共八線行車，並改以護欄分隔往返方向行車線。7號公路以西的17號公路雙線行車路段則從1991年起擴濶至四線行車，並逐步改編為417號公路。
北至潘姆爾道（Panmure Road）的17號公路四線化工程合約於1998年12月9日批出，而省運輸廳則於2000年2月16日正式宣佈在往後年間將417號公路伸延至晏派亞。介乎潘姆爾道至晏派亞以南的工程合約於2002年初批出，而該路段亦於2004年9月24日通車。
當局進行7號公路四線化工程的同時，亦從2006年8月22日起改建該公路與417號公路的交匯處，並於2008年6月完成。
晏派亞一帶的17號公路四線化工程於2009年秋季展開，當中包括興建第二條跨越馬達華斯加河的橋樑。此段長5.6（3.5英里）的路段於2012年11月29日正式開通，並同時改編為417號公路。工程耗資6300萬元，較原來預算少700萬元。
當局於2010年代中期擴闊坎納塔和斯提茲維爾一帶的417號公路：馬治道 / 伊高臣道和渥太華88號區道之間的路段從來回四線行車增至八線，而卡普道和7號公路之間的路段則增至來回六線行車。西行方向工程於2014年10月末完成，東行方向工程則於同年11月中完結。

## 未來發展
安省運輸廳計劃逐步將晏派亞以西的17號公路渥太華河谷段四線化，但並未公佈具體時間表。另一方面，當局亦計劃擴建薩德伯里和北灣一帶的17號公路，惹來外界揣測當局有意將417號公路進一步伸展至北安大略。

## 出口列表
下列為417號公路沿線的出入口，排序從東至西。
| 地方行政區                       | 城鎮            | 公里  | 出口編號 | 目的地                                                                                           | 附註                                                             |
| -------------------------------- | --------------- | ----- | -------- | ------------------------------------------------------------------------------------------------ | ---------------------------------------------------------------- |
| 往東駁上 魁北克40號高速公路      |                 |       |          |                                                                                                  |                                                                  |
| 普雷斯科特和羅素聯合縣           | 東鶴士比利      | 5.1   | 5        | 普雷斯科特和羅素4號縣道 普雷斯科特和羅素14號縣道                                                 |                                                                  |
| 普雷斯科特和羅素聯合縣           | 東鶴士比利      | 9.5   | 9        | 普雷斯科特和羅素17號縣道                                                                         | 西行出口及東行入口                                               |
| 普雷斯科特和羅素聯合縣           | 東鶴士比利      | 16.8  | 17       | 普雷斯科特和羅素10號縣道                                                                         |                                                                  |
| 史托蒙特、鄧達斯和葛蘭蓋瑞聯合縣 | 北葛蘭蓋瑞      | 27.5  | 27       | 34號省道 北行 · 史托蒙特、鄧達斯和葛蘭蓋瑞34號縣道 南行                                          |                                                                  |
| 史托蒙特、鄧達斯和葛蘭蓋瑞聯合縣 | 北葛蘭蓋瑞      | 33.8  | 35       | 普雷斯科特和羅素23號縣道                                                                         |                                                                  |
| 史托蒙特、鄧達斯和葛蘭蓋瑞聯合縣 | 北葛蘭蓋瑞      | 50.7  | 51       | 普雷斯科特和羅素9號縣道 史托蒙特、鄧達斯和葛蘭蓋瑞20號縣道                                       |                                                                  |
| 史托蒙特、鄧達斯和葛蘭蓋瑞聯合縣 | 北史托蒙特      | 57.8  | 58       | 138號省道 南行 · 普雷斯科特和羅素8號縣道 北行                                                    |                                                                  |
| 普雷斯科特和羅素聯合縣           | 尼士雍          | 65.7  | 66       | 普雷斯科特和羅素7號縣道                                                                          |                                                                  |
| 普雷斯科特和羅素聯合縣           | 尼士雍-羅素界線 | 79.0  | 79       | 普雷斯科特和羅素5號縣道                                                                          |                                                                  |
| 渥太華                           | 渥太華          | 87.8  | 88       | 渥太華33號區道（羅克代爾道 / ）                                                                  |                                                                  |
| 渥太華                           | 渥太華          | 95.8  | 96       | 渥太華41號區道（界限道 / ）                                                                      |                                                                  |
| 渥太華                           | 渥太華          | 103.5 | 104      | 渥太華27號區道（安達臣道 / ）                                                                    |                                                                  |
| 渥太華                           | 渥太華          |       | 109      | 渥太華32號區道（狩獵會道 / ）                                                                    |                                                                  |
| 渥太華                           | 渥太華          | 109.2 | 110      | 渥太華74號區道（獲利道 / ）                                                                      |                                                                  |
| 渥太華                           | 渥太華          | 111.6 | 112      | 渥太華30號區道（恩尼斯道 / ）                                                                    |                                                                  |
| 渥太華                           | 渥太華          | 113.1 | 113A     | 渥太華174號區道 東行                                                                             |                                                                  |
| 渥太華                           | 渥太華          | 113.1 | 113B     | 航空園林道 /                                                                                     | 西行出口及東行入口                                               |
| 渥太華                           | 渥太華          | 114.3 | 115      | 聖洛康大道 /                                                                                     | 西行出口只可從174號區道通往；聖洛康大道北行不能通往417號公路東行 |
| 渥太華                           | 渥太華          | 116.0 | 117      | 渥太華19號區道（河邊徑 / 、凡尼爾園林路 / ）                                                     |                                                                  |
| 渥太華                           | 渥太華          | 117.4 | 118      | 渥太華95號區道（尼古拉斯街 / ） 渥太華66號/99號區道（利斯大道 / ） 渥太華64號區道（曼恩大道 / ） | 向北經 魁北克5號高速公路通往加蒂諾                               |
| 渥太華                           | 渥太華          | 118.6 | 119      | 渥太華60號區道（嘉芙蓮街 / ） 渥太華87號區道（奧康諾街 / ） 渥太華89號區道（梅特卡爾夫街 / ）    |                                                                  |
| 渥太華                           | 渥太華          | 119.2 | 120      | 渥太華81號區道（萊昂街 / ） 渥太華83號區道（肯特街 / ）                                          | 東行出口及西行入口                                               |
| 渥太華                           | 渥太華          | 120.0 | 121A     | 渥太華31號區道（布朗臣大道 / ）- 渥太華國際機場                                                  | 不設東行入口                                                     |
| 渥太華                           | 渥太華          | 120.6 | 121B     | 渥太華75號區道（羅徹斯特街 / ）                                                                  | 東行出口及西行入口                                               |
| 渥太華                           | 渥太華          | 122.1 | 122      | 渥太華71號區道（帕克代爾大道 / ）                                                                |                                                                  |
| 渥太華                           | 渥太華          | 123.1 | 123      | 島園徑 /                                                                                         | 只設西行出口                                                     |
| 渥太華                           | 渥太華          | 123.9 | 124      | 渥太華38號區道（卡靈大道 / ） 科克伍德大道 /                                                     |                                                                  |
| 渥太華                           | 渥太華          | 125.8 | 126      | 渥太華17號區道（美特蘭大道 / ）                                                                  |                                                                  |
| 渥太華                           | 渥太華          | 127.3 | 127      | 渥太華15號區道（伍德羅夫大道 / ）                                                                |                                                                  |
| 渥太華                           | 渥太華          | 129.4 | 129      | 渥太華13號區道（松冠道 / 、綠岸道 / ）                                                           |                                                                  |
| 渥太華                           | 渥太華          | 130.7 | 130      | 渥太華36號區道（列治文道 / ） 灣岸徑 / 渥太華16號區道（冬青英畝道 / ）                           |                                                                  |
| 渥太華                           | 渥太華          | 131.6 | 131      | 416號省道 南行                                                                                   | 經 401號省道 通往京士頓和多倫多                                  |
| 渥太華                           | 渥太華          | 133.6 | 134      | 渥太華59號區道（穆迪徑 / ）                                                                      |                                                                  |
| 渥太華                           | 渥太華          | 137.6 | 138      | 渥太華49號區道（馬治道 / 、伊高臣道 / ）                                                         |                                                                  |
| 渥太華                           | 渥太華          | 139.3 | 139      | 弗蘭克堡道 / 坎納塔道 /                                                                          | 西行出口及東行入口                                               |
| 渥太華                           | 渥太華          | 140.3 | 140      | 渥太華61號區道（泰瑞·福克斯徑 / ）                                                               |                                                                  |
| 渥太華                           | 渥太華          | 142.7 | 142      | 渥太華88號區道（Palladium Drive）                                                                               |                                                                  |
| 渥太華                           | 渥太華          | 144.8 | 144      | 渥太華5號區道（卡普道 / ）                                                                       |                                                                  |
| 渥太華                           | 渥太華          | 145.7 | 145      | 7號省道 西行 - 卡爾頓普雷斯、多倫多                                                              |                                                                  |
| 渥太華                           | 渥太華          | 154.9 | 155      | 渥太華49號區道（馬治道 / ）                                                                      |                                                                  |
| 渥太華                           | 渥太華          | 163.6 | 163      | 潘姆爾道 / ）                                                                                    |                                                                  |
| 渥太華                           | 渥太華          | 170.4 | 169      | 渥太華20號區道（金本側道 / ）                                                                    |                                                                  |
| 渥太華                           | 渥太華          | 180.5 | 180      | 渥太華29號區道                                                                                   |                                                                  |
| 倫弗魯縣                         | 晏派亞          |       | 184      | 倫弗魯2號縣道（白湖道 / 、南丹尼爾街 / ）                                                        |                                                                  |
| 倫弗魯縣                         | 晏派亞          | 187.0 |          | 往西駁上 17號省道                                                                                | 往西駁上 17號省道                                                |

## 外部連結
- 417號公路走線 （页面存档备份，存于）